# Sofiane Boufal
Sofiane Boufal (en arabe : سفيان بوفال), né le 17 septembre 1993 à Paris, est un footballeur international marocain évoluant au poste d'ailier gauche ou de milieu offensif à l'Union Saint-Gilloise.
Formé à Angers SCO, il dispute deux saisons avant de signer à Lille OSC et atteint la finale de la Coupe de la Ligue en 2016. Vainqueur du Prix Marc-Vivien-Foé, il est transféré à Southampton FC en Premier League et atteint la finale de la Coupe de la Ligue anglaise en 2017. Prêté pendant une saison à Celta de Vigo, il retourne pour une saison à Southampton FC avant de faire son retour à Angers SCO, son club formateur.
Binational franco-marocain, il est approché par l'équipe de France en 2016[réf. nécessaire] mais tranche définitivement en faveur du Maroc alors entraîné par Hervé Renard. Il devient un joueur cadre à partir de 2021, sous les commandes du sélectionneur Vahid Halilhodžić, prenant part à la Coupe d'Afrique 2021, la Coupe du monde 2022 et la Coupe d'Afrique 2023. Pour la saison 2024-2025, Sofiane est champion de Belgique avec l Union Saint-Gilloise.

## Biographie

### Naissance, origines et débuts dans le football (1993-2005)
Sofiane Boufal naît le 17 septembre 1993 dans le 17e arrondissement de Paris au sein d'une famille marocaine originaire de Meknès, plus particulièrement du quartier Bassatine, situé au Nord-Est de la ville. Il est le cadet d'une fratrie de trois enfants (Abdel, son grand frère et Aïcha, sa sœur jumelle). Lorsqu'il a trois ans, ses parents divorcent. Il grandit uniquement avec sa mère, Zoubida Belmoulat, femme de ménage qui élève seule les trois enfants. Son père (décédé en août 2019) retourne vivre au Maroc dans la ville de Taza. Son oncle, Hakim Belmoulat, remplace un père souvent absent et adopte le rôle paternel.
Boufal grandit au sud d'Angers dans le quartier de la Roseraie dans un environnement footballistique, où la majorité des jeunes de quartiers pratiquent le football,. Sofiane Boufal déclare à propos de cette époque : « J'étais tout le temps chez moi sur le balcon et je voyais des petits jouer souvent le mercredi après-midi. Je n'avais pas encore l'âge pour jouer. Je n'avais pas de licence, mais toujours j'escaladais le portail et j'allais jouer avec eux. Je l'ai fait une fois, deux fois, trois fois et l'éducateur en a tellement eu marre qu'il m'a accepté. ». Il reçoit alors sa première licence à l'Intrépide Angers à l'âge de six ans. L'éducateur Gilles Latté s'occupe de Sofiane Boufal pendant de nombreuses années avant de devenir lui-même président du club de l'Intrépide Angers en 2005.
Dans les catégories inférieures du club de l'Intrépide Angers, Sofiane Boufal a des qualités au-dessus de la moyenne et est capable de changer le cour d'un match à lui tout seul, et ce, à l'âge de neuf ans seulement. Le jeune Sofiane bataille chaque soir au futsal, face aux « grands » du quartier.

### Formation compliquée à Angers SCO (2005-2015)
En 2005, Sofiane Boufal intègre le centre de formation d'Angers SCO. Lorsqu'il a quinze ans, il rencontre des problèmes de différence physique à cause de problèmes de croissance. Pendant que les dirigeants du club pensent à laisser partir Boufal, Stéphane Moulin (entraîneur en réserve) part voir les entraînements des U17 où évolue son fils Kevin Moulin, mais également son coéquipier Sofiane Boufal. L'entraîneur français fait alors le nécessaire pour convaincre les dirigeants de garder le Marocain. En U17, Boufal mesure 1,60 m pour 50 kg sous l'entraîneur Richard Guyon. Dans une interview, Sofiane Boufal explique à propos de cette époque : « À dix-sept ans, je faisais à peine 1,45 m. Même pas, entre 1,40 et 1,45, grand max. Tous mes adversaires faisaient au moins vingt à trente centimètres de plus. J’avais toujours mes qualités de dribble, mais physiquement, ce n’était plus possible. Les éducateurs des U19 du SCO ne voulaient pas me garder à cause de ça (…). On a fait le forcing, avec mon oncle Hakim et le coach des U17, Richard Guyon, sans oublier le coach, Stéphane Moulin, qui me connaissait par cœur et a été très important pour moi. Tous trois ont été d’une aide primordiale pour convaincre le coach des U19 de me garder. Et, après, j’ai grandi tout d’un coup, et je n’ai plus eu de problèmes. Je travaille beaucoup, je suis sérieux, je respecte les temps de repos, je m’alimente bien. Ce n’était pas le cas à mes débuts à Angers. Là-bas, j’ai fait une bonne première saison en L2, mais mes statistiques, c’était le néant. J’ai explosé parce que j’ai pris conscience de certaines choses. Depuis, je respecte cela. ». Sofiane Boufal arrête l'école à l'âge de dix-huit ans pour se consacrer uniquement au football.

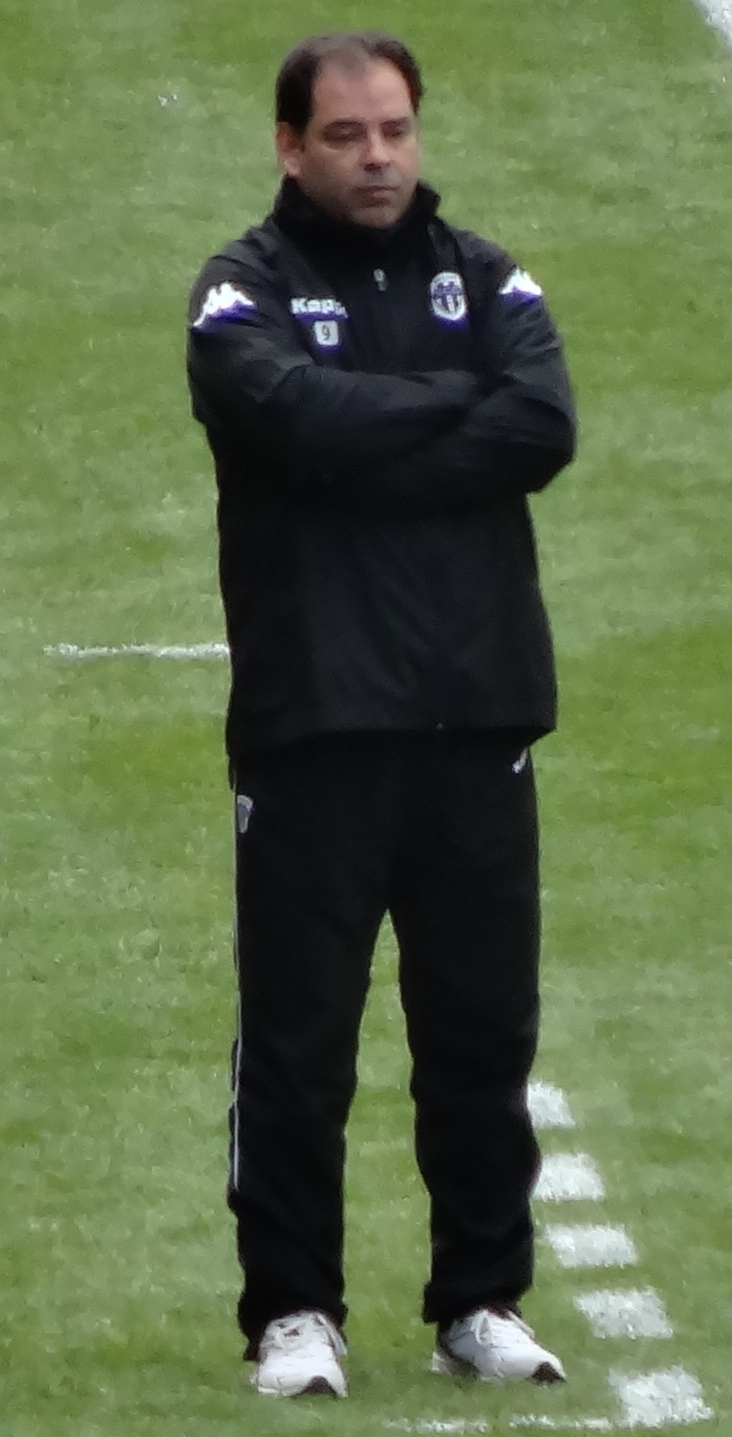
Stéphane Moulin (ici en 2014), lance Boufal dans le football professionnel en 2015.

Il débute le 24 août 2012 lors d'un match à domicile contre le FC Istres en Ligue 2. En juin 2013, il signe son premier contrat professionnel pour une durée de trois ans. Après la signature, Boufal demande à sa mère d'arrêter de travailler pour se contenter d'une grande part de ses entrées financières. Il commence la saison 2013-2014 comme titulaire. Il dispute 32 matchs sous les couleurs angevines, toutes compétitions confondues, auteur d'une seule passe décisive.
La saison 2014-2015 révèle le jeune angevin qui devient un joueur clé pour l’équipe. Il marque son premier but pour Angers SCO face au Stade lavallois le 19 septembre 2014 à la 90e minute. Il avait auparavant délivré une passe décisive, mais cela n’empêche pas la défaite de son équipe (3-2). Lors de la 14e journée, il marque l'unique but de la rencontre face à Dijon FCO à la 62e minute, et permet à son équipe de s'éloigner de la zone de relégation. Il est nommé joueur de la mi-saison de Ligue 2, couronnant un très bon début de saison 2014-2015 (quatre buts et trois passes décisives).

### LOSC Lille et découverte de la Ligue 1 (2015-2016)
Le 9 janvier 2015, Sofiane Boufal s'engage avec LOSC Lille pour 4 millions d'euros et un contrat de quatre ans et demi. Sofiane Boufal explique son retour sa signature à Lille en déclarant : « J'ai débarqué motivé et avec une grosse volonté, mais le début a été plus compliqué que ce que je pensais. J'étais dans une grande ville, je ne connaissais personne. Heureusement que ma mère m’a accompagné, je n’étais pas tout seul. En plus, René Girard attendait un grand attaquant qui prenne la profondeur, il ne voulait pas d’un profil comme le mien. Mais je me disais déjà : "Tranquille, à la fin de l’année, c’est mon nom qui sera placé en premier sur sa liste". ». Sofiane Boufal installe ainsi sa famille à Lille avec qui il réside tout au long de la saison.
Il fait sa première apparition dans le groupe lillois le 14 janvier 2015 lors des quarts de finale de la Coupe de la Ligue face au FC Nantes, en rentrant en jeu à la 77e minute (victoire 2-0). Il joue son premier match de Ligue 1 face à FC Lorient en étant titulaire et connait sa première défaite avec son nouveau club (1-0). Il marque son premier but avec le LOSC sur penalty le 12 avril 2015 face à Evian Thonon Gaillard à la 81e minute, offrant la victoire à son équipe (0-1). Lors de la 33e journée de Ligue 1, il délivre deux passes décisives face aux Girondins de Bordeaux et reçoit une grande ovation du public lillois après sa sortie pour son match. Lors de la dernière journée de Ligue 1, il délivre deux nouvelles passes décisives face au FC Metz et permet à son équipe de terminer la saison par une victoire (4-1). Il termine sa première mi-saison LOSC Lille avec six passes décisives et trois buts en seize matchs, un très bon bilan pour un jeune joueur qui vient juste de jouer une partie de la saison.
Lors de la saison 2015-2016, Boufal confirme. Malgré une première partie de saison catastrophique du LOSC notamment relégable pendant deux journées, il est le joueur majeur du club nordiste et suscite l'intérêt de plusieurs grands clubs européens comme le Paris Saint-Germain, Tottenham, l'AC Milan et l'Inter Milan. Le LOSC fixe le prix de sa pépite à 30 millions d'euros. Lauréat du Trophée du joueur du mois UNFP en avril, Boufal se blesse lors de la 36e journée de championnat. Touché au ménisque du genou droit ce qui nécessite une opération, il doit arrêter sa saison prématurément,.

### Southampton FC et prêt à Celta Vigo (2016-2020)
Sofiane Boufal signe un contrat de cinq ans avec les Saints du Southampton FC entraîné par Claude Puel. Il rejoint ainsi un effectif composé de grands noms tels que Virgil van Dijk, Ryan Bertrand ou encore José Fonte.

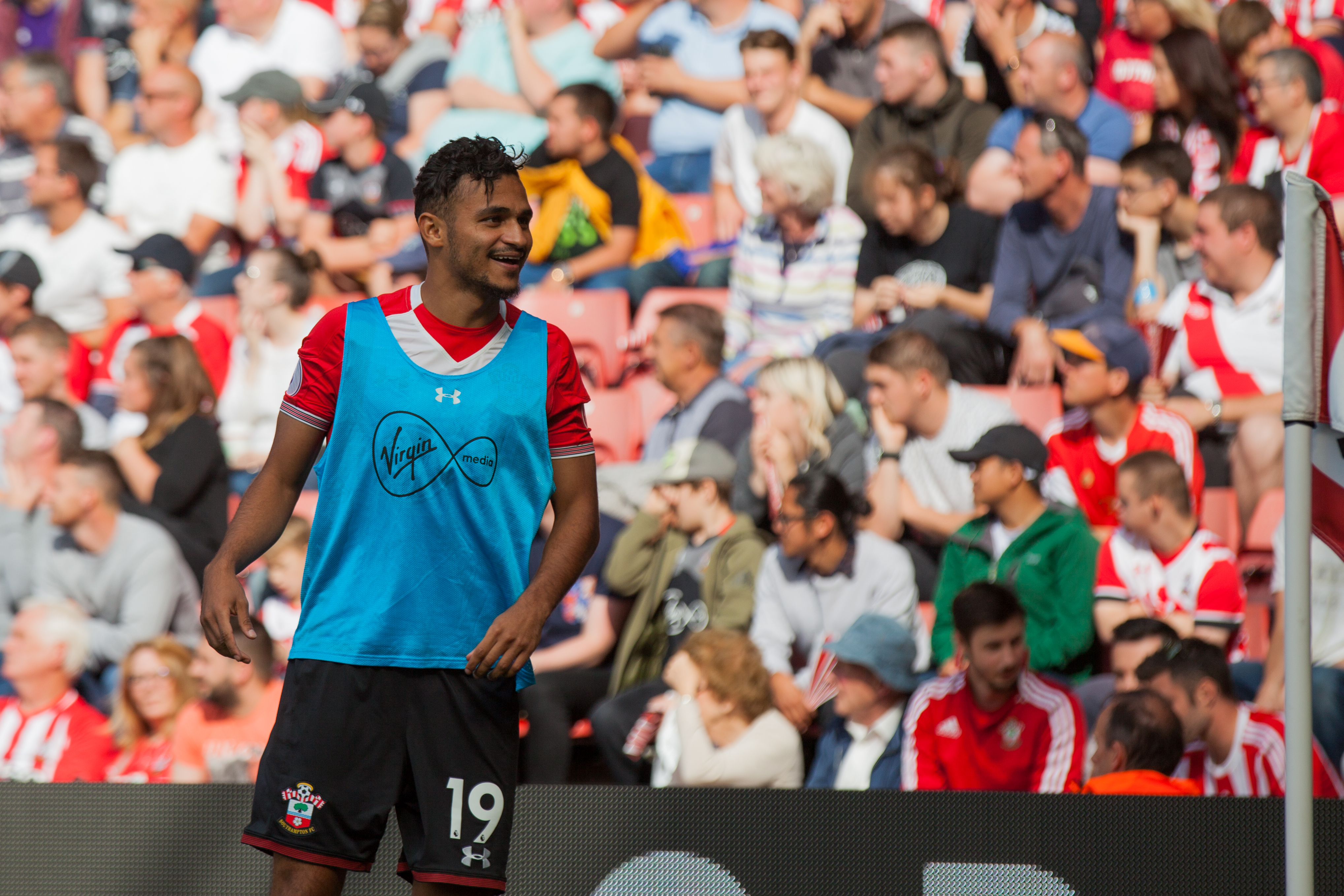
Boufal à l'échauffement avant un match face au FC Séville en 2017.

Le 29 octobre 2016, il dispute son premier match face au FC Internazionale Milano à l'occasion de la Ligue Europa (défaite, 1-0). Il reçoit sa première titularisation et marque son premier but face à Sunderland AFC (victoire, 1-0). Le 11 décembre 2016, il marque son deuxième but sous le maillot de Southampton à l'occasion d'un match de championnat face à Middlesbrough FC sur une passe décisive de James Ward-Prowse (victoire, 1-0). Il termine sa première saison à la huitième place du classement de la Premier League en ayant joué 24 matchs de championnat, trois matchs de Coupe d'Angleterre et deux matchs de Ligue Europa. Sofiane Boufal est étonné du niveau de jeu de la Premier League et explique ne pas s'être rendu compte, à cette époque, évoluer dans l'un des plus grands championnat du monde en déclarant : « J'ai signé en rapide sans me poser les bonnes questions. Ensuite, je me suis dit : "Ah oui, je suis vraiment dans ce club-là". Si j'avais réfléchi tranquillement, j’aurais peut-être pris une décision différente, au vu du style de jeu notamment. J'arrive dans le vestiaire, je prends ma douche et là, je vois un joueur anglais en slip avec un ventre de fou. Et là, je me dis : "Je suis un ouf, je suis un joueur de Southampton maintenant" ».
Le 12 août 2017, il dispute son premier match de la saison face à Swansea City AFC (match nul, 0-0). Le 21 octobre 2017, il offre la victoire à son équipe en entrant en jeu à la 81e minute en remplaçant Dušan Tadić et en marquant l'unique but du match face à West Bromwich Albion FC (victoire, 1-0). Le 26 décembre 2017, il inscrit un but malheureux face à Tottenham Hotspur FC (défaite, 5-2). Il évite de justesse une relégation en arrivant à la 17e place du classement de la Premier League. Sofiane Boufal déclare lors d'une interview à propos de cette époque : « J'ai eu un déclic en 2018, après ma saison difficile à Southampton. On a connu la relégation, le coach ne me faisait pas trop jouer, je ne comprenais pas pourquoi. La concurrence n'était pas saine, parfois, je méritais de jouer et je ne jouais pas, ou alors, il me faisait jouer dans des moments un peu difficiles. Dans ma tête, ça a vrillé et j’ai multiplié les erreurs. Toutes ces erreurs m’ont fait louper la Coupe du monde 2018. Ça m'a mis une grosse claque. Parce que c’est moi qui ai donné le bâton pour me faire battre. Depuis, je me suis juré que tout ça n’allait plus jamais se reproduire ».
Le 20 juillet 2018, le Celta de Vigo annonce l'officialisation d'un prêt de Sofiane Boufal pour la durée d'une saison. Le club évoluant en Liga est alors entraîné par le Portugais Miguel Cardoso. Dès son arrivée au club, à l'occasion de la pré saison, il se blesse à la cheville gauche. Le 18 août 2018, il dispute son premier match en championnat espagnol face au RCD Espanyol de Barcelone (match nul, 1-1). Le 17 septembre 2018, il inscrit son premier but en championnat à l'occasion d'un match face au Girona FC (défaite, 3-2). Le 7 octobre 2018, il inscrit son deuxième but en faveur du Celta Vigo face au FC Séville (défaite, 2-1). Le 20 avril 2019, il inscrit son troisième but de la saison face au Girona FC (victoire, 2-1). Le club termine la saison 2018-19 à la 17e place du classement du championnat, soit, le dernier club du classement qui assure sa place en D1. Après cette expérience en Espagne, il explique : « Je ne me suis jamais aussi bien senti physiquement qu’à Vigo. L’Espagne, c’est le championnat qui correspond le plus à mon profil, dans lequel je rêvais de jouer. Je me sentais vraiment fort, j’ai fait 35 des 38 matchs en tant que titulaire. Mais malheureusement, les statistiques ne suivaient pas. Et j’ai des offres ensuite en Liga, mais pas de clubs qui me tentaient ».
Après une trêve internationale avec la sélection marocaine, Sofiane Boufal retourne dans les rangs de Southampton FC et prend part à un match de préparation face au Feyenoord Rotterdam, dans lequel il marque un but (victoire, 1-3). Le 10 août 2019, il dispute son premier match de championnat face à Burnley FC (défaite, 3-0). Après une longue période sans marquer de buts, c'est lors de la deuxième partie de saison, le 25 janvier 2020 qu'il retrouve le chemin des filets face à Tottenham Hotspur FC en FA Cup grâce à une passe décisive de Danny Ings (match nul, 1-1). Sofiane Boufal termine la saison 2019-2020 à la 11e place du classement de la Premier League.

### Retour au Angers SCO (2020-2023)

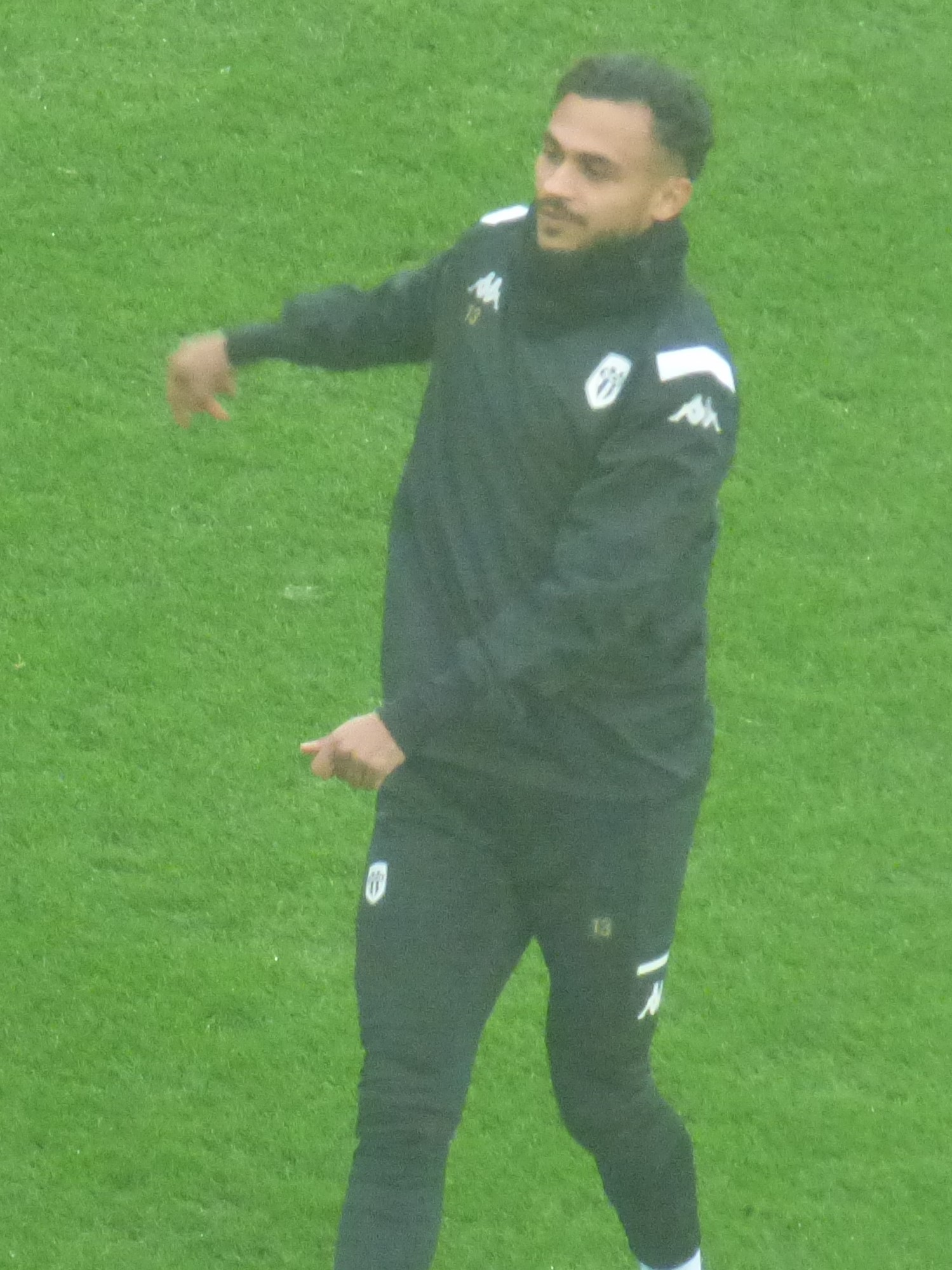
Boufal à l'échauffement avec Angers SCO en 2020.

Le 5 octobre 2020, il paraphe un contrat de quatre saisons à Angers SCO en héritant du no 7 sous l'entraîneur Stéphane Moulin. Sofiane Boufal explique son retour à Angers en déclarant : « Je suis toujours resté en contact avec le président Saïd Chabane, il m'a appelé plusieurs fois pour me parler de ses ambitions futures avec Angers, et petit à petit, j'ai commencé à me dire que revenir ici me serait bénéfique. ».
Le 18 octobre 2020, il dispute son premier match avec le club en Ligue 1 en étant titularisé face au FC Metz. Il est remplacé à la 60e minute par Sada Thioub (match nul, 1-1). Le 23 octobre 2020, il marque son premier but de la saison face au Stade rennais FC et est remplacé par Souleyman Doumbia à la 71e minute (victoire, 1-2). Le 21 mars 2021, il dispute son dernier match de la saison face au Stade brestois 29 (match nul, 0-0). Le 30 avril 2021, la Ligue de football professionnel en France officialise l'annulation de la saison 2020-2021 et le Paris Saint-Germain FC est sacré champion de France.
Le 8 août 2021, à l'occasion du premier match de la saison, il est titularisé face à RC Strasbourg (victoire, 0-2). Le 15 août 2021, il inscrit son premier but de la saison face à l'Olympique lyonnais (victoire, 3-0). Le 22 août 2021, il marque son deuxième but face au Stade rennais FC (victoire, 2-0). Durant le début de saison, il forme un duo d'attaque avec le jeune Mohamed-Ali Cho. Le 31 octobre 2021, il inscrit son troisième but de la saison face à l'OGC Nice (défaite, 1-2). Le 26 novembre 2021, il inscrit son quatrième but face au RC Lens (match nul, 2-2). Le 5 décembre 2021, il offre la victoire à son équipe en inscrivant un but sur penalty et en délivrant une passe décisive à Angelo Fulgini face au Stade de Reims (victoire, 1-2). Le 20 mars 2022, il offre la victoire à son équipe en inscrivant l'unique but du match face au Stade brestois 29 (victoire, 1-0). Le 3 avril 2022, il inscrit son septième but de la saison face à l'Olympique lyonnais (défaite, 3-2). Le 17 avril 2022, il inscrit son huitième but face au FC Nantes (match nul, 1-1). Le 20 avril 2022, sa saison prend fin à la suite d'une blessure aux ischio-jambiers à la 8e minute face au Paris Saint-Germain (défaite, 0-3). Le 28 avril 2022, après une opération à l'hôpital, il reçoit une visite exclusive du sélectionneur bosnien Vahid Halilhodžić.
Le 14 août 2022, il dispute son premier match de la saison en entrant en jeu à la 70e minute en remplaçant Adrien Hunou face à l'AJ Auxerre (match nul, 2-2). Le 21 août 2022, il entre en jeu à la 61e minute à la place de Pierrick Capelle et inscrit un but à la 70e minute (défaite, 1-3). Le 11 septembre 2022, il inscrit un but sur penalty à la 69e minute et permet à son équipe de remporter la victoire face à Montpellier HSC (victoire, 2-1).

### Al-Rayyan SC (2023-2024)
Le 31 janvier 2023, il signe pour trois saisons (jusqu'en mi-2026) en faveur du club qatarien Al-Rayyan SC, un mois après son retour de Coupe du monde 2022 qui a lieu au Qatar. Il hérite ainsi du numéro 10 sous la houlette de l'entraîneur Nicolás Córdova. Il justifie son transfert en expliquant : « J’ai eu plusieurs offres, que ce soit en Europe ou dans certains pays du Golfe mais j’ai privilégié le projet d’Al-Rayyan. Ça faisait un moment qu’on était en contact et je connaissais leur projet par cœur, c’est ce qui m’attirait le plus. »,.
Le 4 février 2023, il dispute son premier match de championnat en étant titularisé face à l'Al-Arabi SC (défaite, 0-3). Le 7 mars, il entre en jeu à la 59e minute en remplaçant Tameem Mansour et dispute son premier match en Coupe du Qatar contre l'Al-Sailiya SC (défaite, 1-2). Le 18 mars, il inscrit son premier but sur penalty face à l'Al-Markhiya SC (victoire, 2-3). Le 18 avril, il inscrit un doublé face à l'Al-Duhail SC, malgré une défaite de 3-4 au Stade Ahmad-ben-Ali. Boufal termine sa première saison à Al-Rayyan SC à la neuvième place du classement de la Qatar Stars League (12 équipes au total), évitant de justesse une relégation en deuxième division qatarienne.
Le 27 août 2023, lors d'un match contre le Qatar SC, il se blesse et est contraint de quitter le terrain. Le 29 août, son club publie un communiqué où ils révèlent une blessure aux ischios-jambiers et une indisponibilité d'environ trois mois.
Le 2 septembre 2024, il résilie son contrat à l'occasion d'un accord commun avec le club et se retrouve libre de tous contrats.

### Union Saint Gilloise (depuis 2024)
Le 3 septembre 2024, il s'engage librement à l'Union Saint Gilloise pour une durée de deux saisons.

### En sélection

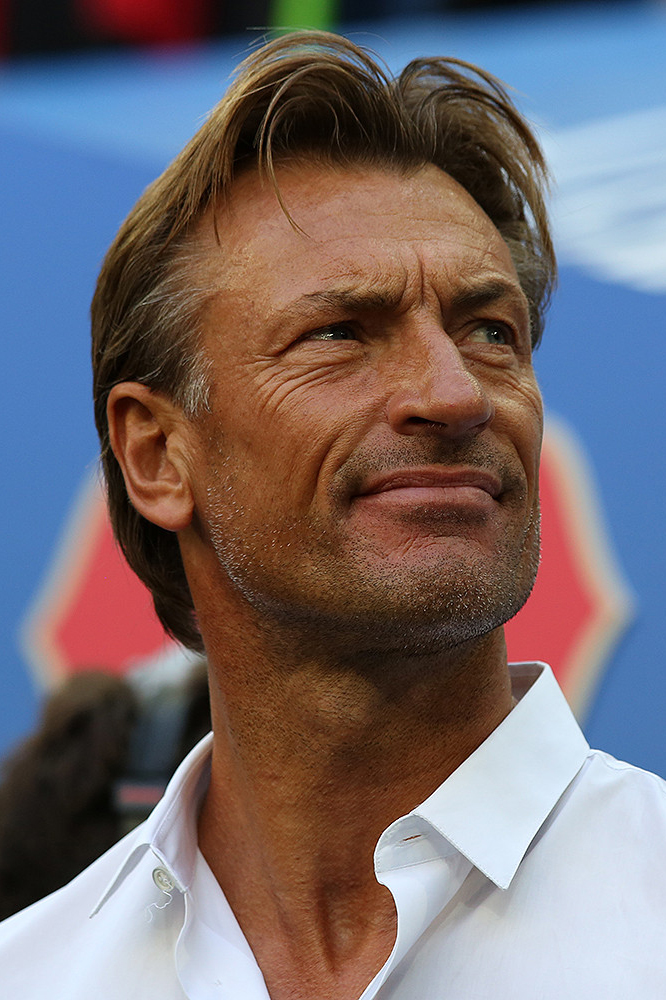
Hervé Renard lance Boufal avec le Maroc en 2016.

#### Choix de la sélection (2015-2016)
Le 26 mai 2015, Sofiane Boufal figure sur la liste définitive du Maroc et du sélectionneur Badou Zaki pour les qualifications de la CAN 2017 pour affronter la Libye. Quelques jours plus tard, Boufal déclare forfait à cause d'une blessure, qui s'avère par la suite - selon Badou Zaki - être une hésitation de choix de sélection entre le Maroc et la France, son pays natal. Le sélectionneur déclare à propos de cet hésitation : « J’étais en contact avec lui en début de saison tout se passait bien, jusqu’au jour où il m’appelle et me dit : ‘Coach je vais vous parler franchement. J’ai pris la décision trop vite et j’ai encore besoin de temps'. On n'a même pas parlé une minute et j’ai mis fin à la conversation. ». Plus tard, Boufal renonce une deuxième fois à une convocation contre le Sao Tomé-et-Principe. Badou Zaki fait alors un choix fort et décide de ne plus convoquer Sofiane Boufal, considérant que « ces comportements n'ont rien à faire en sélection »,. Plus tard, Boufal se défend de ces accusations du sélectionneur en avançant : « Parfois, on peut se tromper. On peut faire n’importe quoi au niveau de la communication. ».
Le 16 février 2016, Hervé Renard (son ex-entraîneur au LOSC Lille) est désigné nouveau sélectionneur du Maroc. Ce dernier déclare plus tard en interview à propos de son approche avec Boufal : « Quand j’ai été nommé sélectionneur, je ne l’ai pas appelé de suite. J’ai laissé mûrir sa réflexion. Je connaissais ses interrogations. »,.
Boufal revient sur sa décision de porter les couleurs du Maroc, demandant un délai supplémentaire pour choisir entre le Maroc et la France. Le 14 mars 2016, Sofiane Boufal choisit de représenter le Maroc plutôt que l'équipe de France sur les conseils de Hervé Renard, son ancien entraîneur à Lille devenu sélectionneur des Lions de l'Atlas. Après ce choix international, son éducateur Gilles Latté révèle : « Avoir choisi le Maroc l'a libéré d'un poids, raconte son oncle. Il est sorti du tourbillon médiatique autour du débat sur les joueurs binationaux. Depuis, il se protège. ».

#### Avec l’équipe du Maroc (depuis 2016)
Son premier match a lieu le 26 mars 2016 à l'Estádio Nacional de Cabo Verde face au Cap-Vert à l'occasion des qualifications à la CAN 2017. Il hérite du no 11 en étant titularisé aux côtés de Mbark Boussoufa et Oussama Tannane qui dispute également ses débuts en sélection nationale (victoire, 0-1). Le 29 mars 2016, à l'occasion du match retour au Maroc, il délivre une passe décisive (victoire, 2-0). À la suite de cette double confrontation, Sofiane Boufal n'est pas repris dans la suite des qualifications et manque la CAN 2017, à la suite d'une saison moyenne en club.
Il manque également la Coupe du monde 2018 en Russie à la suite d'une forte concurrence à son poste en sélection nationale, avec des joueurs actifs tel que Hakim Ziyech, Amine Harit ou encore Nordin Amrabat. Cependant, le Maroc est éliminé au premier tour en ayant affronté l'Iran (défaite, 0-1), le Portugal (défaite, 0-1) et l'Espagne (match nul, 2-2). Il déclare à propos de sa non-convocation en Coupe du monde 2018 : « C'est une déception de ne pas avoir y avoir participé, forcément. Je suis un peu fataliste, si je n’y suis pas allé, c’est que je ne devais pas y aller. Mais ça reste clairement dans un coin de ma tête ». En revanche, il dispute la Coupe d'Afrique des nations 2019 en Égypte et il rate notamment son penalty durant la séance de tirs au but face au Bénin en huitièmes de finale. À la suite de cette élimination, le sélectionneur Hervé Renard est remplacé par Vahid Halilhodžić.
Après une longue période sans être sélectionné à la suite de sa mauvaise période à Southampton FC, il ne reçoit aucune convocation entre novembre 2019 et septembre 2021, de retour en sélection grâce à ses prestations dans son nouveau club Angers SCO. Il dispute ainsi les qualifications à la Coupe du monde 2022 face au Soudan, à la Guinée et le Guinée-Bissau. Le 12 octobre 2021, il inscrit son premier but international avec l'équipe du Maroc face à la Guinée, grâce à une bicyclette (victoire, 1-4). Grâce à ce match, il se qualifie officiellement aux barrages de la Coupe du monde 2022.
Le 23 décembre 2021, il figure officiellement dans la liste des 28 joueurs sélectionnés de Vahid Halilhodžić pour la Coupe d'Afrique des nations 2021 au Cameroun. Le 10 janvier 2022, à l'occasion du premier match de la CAN 2022 face au Ghana, il marque le but et sauve son équipe à la 83e minute avant d'être désigné homme du match. Le 18 janvier 2022, à l'occasion du troisième match des poules face au Gabon, il entre en jeu à la 57e minute à la place d'Ayoub El Kaabi et marque son deuxième but de la compétition grâce à un penalty qu'il a lui-même provoqué à la 74e minute (match nul, 2-2). Après ses trois premiers matchs, il figure parmi l'équipe type de la phase des poules de la CAN 2021. Le 30 janvier 2022, il est titularisé en quarts de finale face à l'Égypte, adversaire face auquel le Maroc mène un zéro à la mi-temps grâce à un but sur penalty de Sofiane Boufal la 7e minute,. Lors de ce match, il cède sa place à la 66e minute à Soufiane Rahimi sur le score de un but partout. En prolongation, le Maroc encaisse un but à la 100e minute et se voit éliminé de la Coupe d'Afrique (défaite, 2-1),,,. À la suite d'une bagarre survenue lors de l'après match, une sanction lui est infligée par la CAF à la suite de son implication dans une altercation dans les vestiaires avec des joueurs égyptiens. Il écope d'une amende de 22 000 euros et de deux matchs de suspension, notamment les deux matchs de barrages de qualification à la Coupe du monde face à la République démocratique du Congo en mars 2022. Sofian Chakla est cet autre joueur également suspendu. Des jours après, les Marocains Sofiane Boufal et Soufiane Chakla ont vu leur sanction annulée en appel.
Le 12 septembre 2022, il reçoit une convocation du nouveau sélectionneur du Maroc Walid Regragui pour un stage de préparation à la Coupe du monde 2022 à Barcelone et Séville pour deux confrontations amicaux, notamment face au Chili et au Paraguay,. Il hérite du no 17 porté historiquement par Marouane Chamakh. Le 23 septembre 2022, à l'occasion du premier match du sélectionneur Walid Regragui face au Chili au Stade Cornellà-El Prat, il est titularisé et ouvre le score à la 66e minute sur un penalty. Il dispute 76 minutes avant d'être remplacé par Zakaria Aboukhlal. En fin de match, le terrain est envahit par les supporters après le coup de sifflet final (victoire, 2-0),. Le 27 septembre 2022, à l'occasion du deuxième match de la trêve internationale face au Paraguay, il est titularisé et dispute 76 minutes au Stade Benito-Villamarín avant d'être remplacé par Ez Abde (match nul, 0-0).
Le 10 novembre 2022, il figure officiellement dans la liste des 26 joueurs sélectionnés par Walid Regragui pour prendre part à la Coupe du monde 2022 au Qatar. Le 17 novembre 2022, à quelques jours du Mondial, il est titularisé en amical face à la Géorgie à Sharjah aux Émirats arabes unis, dans le cadre du seul match de préparation avant la Coupe du monde 2022 (victoire, 3-0). Lors de ce match, il inscrit le troisième but du match sur penalty grâce à une faute obtenue par Abderrazak Hamed-Allah. Utilisé par Regragui comme un élément titulaire dans le onze marocain, Boufal dispute tous les matchs de poule en étant titularisé, notamment face à la Croatie (match nul, 0-0), la Belgique (victoire, 2-0) et le Canada (victoire, 2-1). Arrivés premiers du groupe avec sept points, les Marocains disputent les huitièmes de finale face à l'Espagne, qu'ils éliminent après une séance de penaltys (victoire aux tab, 3-0). En quarts de finale face au Portugal, les Marocains réalisent l'exploit grâce à un but de Youssef En-Nesyri (victoire, 1-0),,. Les Marocains voient le bout du tunnel après une défaite de 2-0 en demi-finale face à la France,,. Le 17 décembre 2022, à l'occasion du match de la troisième place face à la Croatie, les Marocains perdent à nouveau sur le score de 2-1 et héritent de la quatrième place de la compétition derrière l'Argentine, la France et la Croatie,. Le 20 décembre 2022, à l'occasion de son retour du Qatar, il est invité avec ses coéquipiers au Palais royal de Rabat par le roi Mohammed VI, le prince Hassan III et Moulay Rachid pour être officiellement décoré Ordre du Trône, héritant du grade officier,,,.
Le 25 mars 2023, les Marocains mondialistes font leur retour à domicile et sont accueillis par 65 000 supporters au Stade Ibn-Batouta de Tanger à l'occasion d'un match amical face au Brésil (victoire, 2-1),,. Sofiane Boufal est titularisé et inscrit le premier but marocain grâce à une passe décisive de Bilal El Khannouss,,. Sa prestation est saluée par le sélectionneur Walid Regragui à l'occasion de la conférence d'après-match, où il déclare également : « Boufal joue au Qatar depuis deux mois et je lui ai donné ma confiance. On est pas là pour plaire aux 'footix' ». Cette victoire du Maroc entre dans l'histoire et l'équipe du Maroc devient la première équipe arabe de l'histoire à battre le Brésil. Ce match bat également une audience record au sein de la population marocaine locale avec au moins 10 millions de téléspectateurs,. Trois jours plus tard face au Pérou, il entre en jeu à la 62e minute en remplaçant Ez Abde avant d'écoper un carton rouge à la 78e minute à la suite d'un geste indisciplinaire face au défenseur adverse Carlos Zambrano, qui écope lui aussi d'un carton rouge. Le match se termine sur un match nul au Stade Metropolitano de Madrid (0-0),.
Le 28 décembre 2023, il est retenu dans la liste des vingt-sept joueurs marocains sélectionnés par Walid Regragui pour disputer la Coupe d'Afrique des nations 2023,,. Après avoir pris part aux rencontres de la phase de poules, dont les deux dernières en tant que titulaire, Boufal est ensuite contraint de renoncer à participer au reste de la compétition en raison d'une blessure musculaire. En huitièmes de finale, les Lions de l'Atlas sont éliminés par l'Afrique du Sud sur un score de 2-0,.

## Style de jeu
À son enfance, lorsqu'il évolue à l'Intrépide Angers (son premier club), son éducateur Gilles Latté voit Sofiane Boufal comme un joueur défensif, le comparant souvent à l'ancien footballeur international français Jean Tigana. Gilles Latté déclare d'ailleurs : « Sofiane avait 25 poumons : il pouvait courir partout et je le voyais comme un futur Tigana ». En effet, Boufal avait cette caractéristique de récupérer beaucoup de ballons dans un match. Boufal explique d'ailleurs qu'il avait (à cette époque) une qualité qu'était la détermination, la décrivant comme « la hargne, ne lâchant jamais rien ».
Sofiane Boufal se distingue désormais par une aisance technique considérée comme rare. La pratique du futsal dans sa jeunesse a influencé son jeu actuel, facilitant les duels en un contre un, effaçant ainsi ses adversaires, provoquant régulièrement des fautes devant la surface de réparation ou des penaltys. Dribbleur hors pair, sa conduite de balle et son explosivité en font un joueur difficile à arrêter une fois lancé. Il lui est souvent reproché de produire des dribbles de grand niveau, sans pour autant avoir du rendement, ou même « d'en faire trop ». Malgré d’évidentes qualités, Boufal a pourtant longtemps fait les frais d’une croissance tardive et d’un manque de puissance athlétique dans son parcours junior. Ses qualités techniques lui font également défaut dans la provocation des adversaires qui s'avèrent souvent conséquentes : le risque de blessure est élevé. Souvent considéré comme le plus grand « gâchis du football marocain » par les médias, selon certains de ses anciens coéquipiers et le public, le joueur avait le potentiel pour devenir l'un des meilleurs de sa génération. Cependant, Boufal en a la conscience et cite : « Tu sais, les gens peuvent parler de « talent gâché » mais eux n’ont regardé que la couverture du livre sans le lire en entier. Ils ne connaissent pas l'histoire, donc c'est pour ça qu’ils font le raccourci en tirant cette conclusion ».
Au fil des années, en 2020, son style de jeu connait un changement jugé radical par son sélectionneur Vahid Halilhodžić, considérant qu'il est beaucoup plus présent dans le jeu offensif, tout en louant ses grandes qualités techniques. Pas un grand fan du jeu sans rendement, le Bosnien a déclaré lors d'une conférence de presse avoir eu une grande discussion avec le Marocain : « Au début, j’étais sévère avec Boufal. Pour moi, un attaquant qui n’a pas de statistiques ne peut pas jouer dans le haut niveau. J’ai eu avec lui une conversation costaud. Et je lui ai fait savoir que, pour moi, un joueur qui dribble à 45 mètres du but ne m’intéresse pas ».  Arrivé à Angers SCO de René Girard, l'entraîneur français fait la découverte d'un élément rare au sein de son effectif. Sofiane Boufal s'illustre par son aisance balle au pied et sa facilité à désorienter ses adversaires par ses dribbles insolents. D’abord utilisé comme milieu offensif, il a toutefois tardé à réellement pesé sur le jeu d'Angers et se révèle une saison plus tard depuis que René Girard l’aligne en attaque.

## Statistiques

### En club
| Saison                | Club                  | Championnat           | Championnat | Championnat | Championnat | Coupe nationale | Coupe nationale | Coupe nationale | Coupe de la Ligue | Coupe de la Ligue | Coupe de la Ligue | Supercoupe | Supercoupe | Supercoupe | Compétition(s) continentale(s) | Compétition(s) continentale(s) | Compétition(s) continentale(s) | Compétition(s) continentale(s) | Autres compétitions | Autres compétitions | Autres compétitions | Autres compétitions | Maroc | Maroc | Maroc | Total | Total | Total |
| Saison                | Club                  | Division              | M.          | B.          | P.d.        | M.              | B.              | P.d.            | M.                | B.                | P.d.              | M.         | B.         | P.d.       | Comp.                          | M.                             | B.                             | P.d.                           | Comp.               | M.                  | B.                  | P.d.                | M.    | B.    | P.d.  | M.    | B.    | P.d.  |
| 2012-2013             | Angers SCO            | Ligue 2               | 2           | 0           | 0           | 2               | 0               | 0               | 0                 | 0                 | 0                 | -          | -          | -          | -                              | -                              | -                              | -                              | -                   | -                   | -                   | -                   | -     | -     | -     | 4     | 0     | 0     |
| 2013-2014             | Angers SCO            | Ligue 2               | 28          | 0           | 1           | 3               | 0               | 0               | 0                 | 0                 | 0                 | -          | -          | -          | -                              | -                              | -                              | -                              | -                   | -                   | -                   | -                   | -     | -     | -     | 31    | 0     | 1     |
| 2014-2015             | Angers SCO            | Ligue 2               | 16          | 4           | 3           | 1               | 0               | 0               | 2                 | 0                 | 0                 | -          | -          | -          | -                              | -                              | -                              | -                              | -                   | -                   | -                   | -                   | -     | -     | -     | 19    | 4     | 3     |
| Sous-total            | Sous-total            | Sous-total            | 46          | 4           | 4           | 6               | 0               | 0               | 2                 | 0                 | 0                 | -          | -          | -          | -                              | -                              | -                              | -                              | -                   | -                   | -                   | -                   | -     | -     | -     | 54    | 4     | 4     |
| 2014-2015             | LOSC Lille            | Ligue 1               | 14          | 3           | 6           | 0               | 0               | 0               | 2                 | 0                 | 0                 | -          | -          | -          | -                              | -                              | -                              | -                              | -                   | -                   | -                   | -                   | -     | -     | -     | 16    | 3     | 6     |
| 2015-2016             | LOSC Lille            | Ligue 1               | 29          | 11          | 4           | 1               | 0               | 0               | 5                 | 1                 | 0                 | -          | -          | -          | -                              | -                              | -                              | -                              | -                   | -                   | -                   | -                   | 2     | 0     | 0     | 37    | 12    | 4     |
| Sous-total            | Sous-total            | Sous-total            | 43          | 14          | 10          | 1               | 0               | 0               | 7                 | 1                 | 0                 | -          | -          | -          | -                              | -                              | -                              | -                              | -                   | -                   | -                   | -                   | 2     | 0     | 0     | 53    | 15    | 10    |
| 2016-2017             | Southampton FC        | Premier League        | 24          | 1           | 0           | 0               | 0               | 0               | 3                 | 1                 | 1                 | -          | -          | -          | C3                             | 2                              | 0                              | 0                              | -                   | -                   | -                   | -                   | 3     | 0     | 0     | 32    | 2     | 1     |
| 2017-2018             | Southampton FC        | Premier League        | 26          | 2           | 2           | 3               | 0               | 0               | 1                 | 0                 | 0                 | -          | -          | -          | -                              | -                              | -                              | -                              | -                   | -                   | -                   | -                   | 1     | 0     | 0     | 31    | 2     | 2     |
| 2019-2020             | Southampton FC        | Premier League        | 20          | 0           | 2           | 3               | 1               | 0               | 2                 | 0                 | 0                 | -          | -          | -          | -                              | -                              | -                              | -                              | -                   | -                   | -                   | -                   | 2     | 0     | 0     | 27    | 1     | 2     |
| Sous-total            | Sous-total            | Sous-total            | 70          | 3           | 4           | 6               | 1               | 0               | 6                 | 1                 | 1                 | -          | -          | -          | -                              | 2                              | 0                              | 0                              | -                   | -                   | -                   | -                   | 6     | 0     | 0     | 90    | 5     | 5     |
| 2018-2019             | Celta Vigo (prêt)     | Liga                  | 35          | 3           | 3           | 0               | 0               | 0               | -                 | -                 | -                 | -          | -          | -          | -                              | -                              | -                              | -                              | -                   | -                   | -                   | -                   | 8     | 0     | 0     | 43    | 3     | 3     |
| 2020-2021             | Angers SCO            | Ligue 1               | 14          | 1           | 0           | 1               | 0               | 0               | -                 | -                 | -                 | -          | -          | -          | -                              | -                              | -                              | -                              | -                   | -                   | -                   | -                   | -     | -     | -     | 15    | 1     | 0     |
| 2021-2022             | Angers SCO            | Ligue 1               | 29          | 8           | 4           | 0               | 0               | 0               | -                 | -                 | -                 | -          | -          | -          | -                              | -                              | -                              | -                              | -                   | -                   | -                   | -                   | 13    | 4     | 1     | 42    | 12    | 5     |
| 2022-2023             | Angers SCO            | Ligue 1               | 13          | 4           | 3           | -               | -               | -               | -                 | -                 | -                 | -          | -          | -          | -                              | -                              | -                              | -                              | -                   | -                   | -                   | -                   | 10    | 2     | 0     | 23    | 6     | 3     |
| Sous-total            | Sous-total            | Sous-total            | 56          | 13          | 7           | 1               | 0               | 0               | -                 | -                 | -                 | -          | -          | -          | -                              | -                              | -                              | -                              | -                   | -                   | -                   | -                   | 23    | 6     | 1     | 80    | 19    | 8     |
| 2022-2023             | Al-Rayyan SC          | Qatar Stars League    | 9           | 3           | 2           | 1               | 0               | 0               | -                 | -                 | -                 | -          | -          | -          | -                              | -                              | -                              | -                              | -                   | -                   | -                   | -                   | 3     | 1     | 0     | 13    | 4     | 2     |
| 2023-2024             | Al-Rayyan SC          | Qatar Stars League    | 2           | 0           | 0           | 1               | 1               | 0               | 3                 | 0                 | 0                 | -          | -          | -          | -                              | -                              | -                              | -                              | -                   | -                   | -                   | -                   | -     | -     | -     | 6     | 1     | 0     |
| Sous-total            | Sous-total            | Sous-total            | 11          | 3           | 2           | 2               | 1               | 0               | 3                 | 0                 | 0                 | -          | -          | -          | -                              | -                              | -                              | -                              | -                   | -                   | -                   | -                   | 3     | 1     | 0     | 19    | 5     | 2     |
| 2024-2025             | Union Saint-Gilloise  | Division 1A           | 16          | 0           | 3           | 2               | 0               | -               | -                 | -                 | -                 | -          | -          | -          | C3                             | 5                              | 0                              | 1                              | PO1                 | 2                   | 0                   | 0                   | -     | -     | -     | 25    | 0     | 4     |
| 2025-2026             | Union Saint-Gilloise  | Division 1A           | 4           | 0           | 1           | -               | -               | -               | -                 | -                 | -                 | 1          | 0          | 0          | -                              | -                              | -                              | -                              | -                   | -                   | -                   | -                   | -     | -     | -     | 5     | 0     | 1     |
| Sous-total            | Sous-total            | Sous-total            | 20          | 0           | 4           | 2               | 0               | -               | -                 | -                 | -                 | 1          | 0          | 0          | -                              | 5                              | 0                              | 1                              | -                   | 2                   | 0                   | 0                   | -     | -     | -     | 30    | 0     | 5     |
| Total sur la carrière | Total sur la carrière | Total sur la carrière | 281         | 40          | 34          | 20              | 1               | 0               | 15                | 2                 | 1                 | 1          | 0          | 0          | -                              | 7                              | 0                              | 1                              | -                   | 2                   | 0                   | 0                   | 42    | 7     | 1     | 368   | 50    | 37    |

### En sélection
Le tableau suivant liste les rencontres de l'équipe du Maroc dans lesquelles Sofiane Boufal a été sélectionné depuis le 26 mars 2016 jusqu'à présent.

## Palmarès
Formé à Angers SCO, il signe à LOSC Lille et atteint la finale de la Coupe de la Ligue. Au niveau des distinctions personnelles, il remporte en 2016 le Prix Marc-Vivien-Foé du meilleur joueur africain actif en Ligue 1 et le prix du meilleur joueur du mois d'avril. Durant la même année, il s'engage à Southampton FC, club avec lequel il est vice-champion de la League Cup en 2017 et avec lequel il remporte aussi une triple distinction grâce à un but inscrit face à West Bromwich AFC en octobre 2017. Prêté une saison en Liga dans le club du Celta de Vigo, il fait une remarquable saison en finissant premier du classement des meilleurs dribbleurs du championnat espagnol. De retour à Angers SCO en 2020, il fait un remarquable début de saison en 2021 et est élu meilleur joueur du mois d'août, figurant également dans l'équipe type de la mi-saison en Ligue 1.
Ayant pris part uniquement à la CAN 2019 et la CAN 2021, c'est sous l’égide de l’entraîneur Vahid Halilhodžić que Sofiane Boufal est vu comme un élément indispensable et figure dans l'équipe type de la phase de groupes de la CAN 2021, grâce à ses buts et ses prestations remarquables. Sofiane est champion de Belgique avec l'Union Saint-Gilloise pour la saison 2024-2025.Il se fait remarquer par ses dribbles, sa technique et ses assists.
| LOSC Lille :                            | Southampton FC :                     | Union Saint-Gilloise :                                                                            |
| --------------------------------------- | ------------------------------------ | ------------------------------------------------------------------------------------------------- |
| - Coupe de la Ligue - Finaliste : 2016. | - League Cup - Vice-champion : 2017. | - Championnat de Belgique (1) : - Champion : 2025. - Supercoupe de Belgique : - Finaliste : 2025. |

### Distinctions personnelles
- Vainqueur du Prix Marc-Vivien Foé en 2016[97]. ;
- Meilleur joueur du mois d'avril 2016 en Ligue 1 ;
- Distinction du plus beau but du mois d'octobre 2017 en Premier League[98] ;
- Distinction du plus beau but de la saison 2017-18 en Premier League ;
- Distinction du plus beau but de la décennie inscrit par Southampton FC[99] ;
- Meilleur dribbleur en Liga de la saison 2018-19 ;
- Meilleur joueur du mois d'août 2021 avec Angers SCO[100] ;
- Dans l'équipe type de la mi-saison en Ligue 1 ;
- Dans l'équipe type de la phase de groupes à la CAN 2021[101].
- Membre de l'équipe-type du Maghreb en 2022 par L'Équipe.

## Décorations
- Officier de l'ordre du Trône — Le 20 décembre 2022, il est décoré officier de l'ordre du Wissam al-Arch[102] — ordre du Trône[103] — par le roi Mohammed VI au Palais royal de Rabat.

### Documentaires et interviews
- [vidéo] (fr) 24H de Boulleau au Maroc avec Laure Boulleau diffusé sur Canal + Sport en 2023[104]
- [vidéo] (ar) Série télévisée Dreamers diffusé en exclusivité sur Arryadia à partir du 6 juin 2023[105]